# 사탕수수당

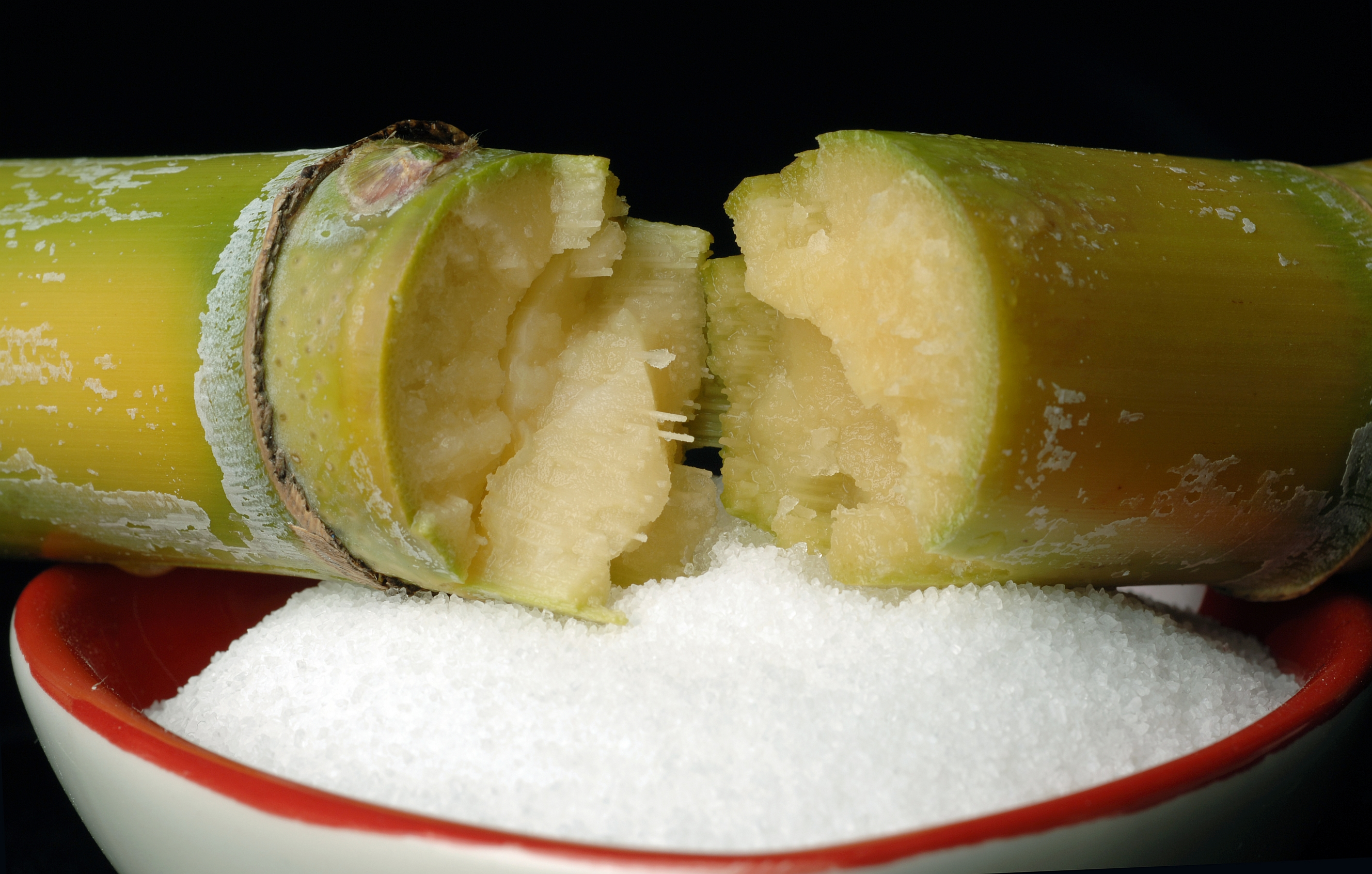
사탕수수와 설탕

사탕수수당(沙糖--糖, 영어: cane sugar 케인 슈거[*]) 또는 사탕수수 설탕(沙糖--雪糖)은 사탕수수에서 얻은 당 또는 설탕이다. 야자당이나 사탕무당, 단풍당 등과 구분된다. 보통 "설탕"이라 하면 사탕수수 설탕을 일컫는다. 정제당과 비정제당으로 구분되며, 색에 따라 백설탕, 황설탕, 흑설탕 등으로 구분하기도 한다. 때에 따라, 정제를 거치지 않거나 덜 거쳐 사탕수수 즙의 맛을 지닌 데메라라, 머스코바도, 터비나도 등의 설탕을 "사탕수수당", "사탕수수 설탕"이라 일컫기도 한다.

## 종류

### 분밀당
당밀을 분리했기 때문에 분밀당(分蜜糖)이라고 한다.
결정화와 사탕수수즙의 일부 증발 과정, 그리고 원심분리 과정을 거쳐 당밀을 거의 제거한 설탕을 터비나도(Turbinado), 데메라라(Demerara), 원당이라고 부른다. 이러한 설탕 결정은 크고 금빛을 띤다. 이렇게 생산한 설탕은 그대로 팔기도, 정제소를 거쳐서 흰 설탕이 되기도 한다.
분밀당의 제조과정은 크게 분쇄, 청징, 결정화, 분리 단계로 나눌 수 있다.
- 분쇄: 밭에서 벤 사탕수수의 줄기를 잘게 썰어 즙을 짜낸다. 이때, 이 사탕수수즙(자즙, 蔗汁)에는 대략 10~20%의 자당이 들어있다.[2]
- 청징: 전 단계에서 짜낸 사탕수수즙에서 불순물을 가라앉히는 작업이다. 사탕수수즙에 석회를 부어 불순물을 걸러내고 동시에 pH를 높인다. 석회는 단백질, 지방 등 부유물질을 침전시켜준다.[2]
- 결정화: 전 단계에서 불순물을 제거한 즙을 끓이는 과정이다. 이 즙은 여러 개의 증발통을 거치면서 점점 농축 및 결정화한다.[2]
- 분리: 원심분리기로 결정과 당밀을 분리하는 단계이다. 이렇게 하여 얻어진 결정을 원당 또는 원료당이라고 한다.[2]

### 함밀당
당밀을 포함해 함밀당(含蜜糖)이라 부른다.
파넬라(Panela), 하파두라(Rapadura), 재거리(Jaggery), 머스코바도(Muscovado), 필론시요(Piloncillo) 혹은 그 외 함밀당은  최소한의 원심 분리 과정을 거치거나, 전혀 거치지 않는다. 일반적으로 이러한 당류는 산업화된 진공 증발기 또는 원심 분리기를 사용하지 않고 전통적인 방법으로 생산하는 개발 도상국의 소규모 공장 또는 '가내 수공업'을 통해 만들어진다. 대개 사탕수수즙을 오픈 팬 위에 올려, 처음 부피의 약 30%까지 줄어들면서 자당 결정이 형성되기 시작할 때까지 화목난로 위에서 끓인다. 이후 생산물을 몰드에 부어 응고시키거나, 결정을 부수고 다지는 역할을 하는 냉각 팬에 넣어 그래뉼러 당을 만든다. 모리셔스나 필리핀 같은 몇몇의 국가에서는 이러한 함밀당을 머스코바도라고 부른다. 머스코바도는 증발시켜 결정화한 사탕수수즙을 부분적으로 원심 분리하여 설탕 결정이 풍부한 매쉬(죽 같은 상태)를 만든다. 이는 중력의 힘으로 배출하는 과정을 거치는데, 이는 최종 추출물의 당밀 함량을 다양하게 한다. 이러한 과정은 19세기에 도입된 방식보다 조금 더 현대적인 방식으로 더 나은 품질의 함밀당을 생산할 수 있도록 한다.일본에서 이와 비슷한 과정을 통해 원심 분리를 하지 않고 만드는 함밀당을 코쿠토(黒糖 kokutō)라고 한다. 이것은 오키나와의 특산품이며 큰 덩어리 형태로 판매하고 있다.

## 같이 보기
- 단풍당
- 사탕무당
- 야자당